# متحف سجن القصر
متحف سجن القصر (بالفارسية: موزه‌ زندان قصر) هو متحف تاريخي يقعُ في مدينة طهران عاصمة إيران. كان يُعرف في السابق باسمِ سجن القصر أو سجن القلعة وهوَ واحدٌ من أقدم السجون السياسية في إيران لكنّهُ حوّلَ في نهاية المطاف إلى متحف تُحيط به حديقة عامة.

## التاريخ
بُني القصر في عام 1790 بالاعتمادِ على العِمارة الإيرانيّة كما ضمّ العديدَ من الآثار التي تعودُ لعهدِ فتح علي شاه من سلالة قاجار. في عام 1929؛ حُوّل المتحف إلى سجن أو مركز احتجاز في البلاد من أجلِ سجن المعارضين السياسيين وكذا الحقوقيين وغيرهم. في الداخل الإيراني؛ يُعرف أنّ نيكولاي ماركوف المهندس الجورجي المعماري الذي استقر في إيران بعد الثورة الروسية هو الذي قام بالجمعِ بين التصميمين الإيرانيين التقليدي والحديث مُعتمدًا في ذلك على الطوب اللبن وحينما حُوّل إلى سجن؛ صارَ المتحف يضمّ 192 غرفة (100 منها انفرادية) يقطنُ داخلها 700 سجين غالبيتهم من معارضي نظام رضا بهلوي مثلَ الشاعر محمد فرخي اليزدي. بعدما أُطيح بشاه إيران إبّان الغزو الأنجلو-السوفييتي في عام 1941؛ حوكمَ عدد من السجناء فيه وقُتل الكثير منهم في ظروف غامضة. استعملَ محمد رضا بهلوي السجن بمثابة غرفة إعدام لأولئك الذين عارضوا نظامه وبخاصة أتباع كل من روح الله الخميني، علي خامنئي، مرتضي المطهري ومحمود طالقاني. في 11 شباط/فبراير 1979؛ اقتُحم السجن وحرر 1000 سجين ممن كان فيه أمّا في أعقاب ثورة 1979 فقد أُدعم داخله العديد من المسؤولين المدنيين والعسكريين التابعين لنظام محمد رضا بهلوي بما في ذلك بعض القادة المعروفين على غرار رئيس الوزراء أمير عباس هويدا.
في العقود اللاحقة؛ أصبحَ السجن مهجورًا حتى عام 2005 حينما أُعلن عن نيّة تحويله لمتحف فبدأ العمل في المشروع مطلع عام 2008. أعيد افتتاحه رسميًا في عام 2012؛ حيث حولت المباني والمكاتب إلى غرف للمتحف وأُحيطت به حديقة حضرية حملت الاسم نفسه. يستضيفُ المتحف العديد من الفعاليات الثقافية مثل مهرجان نوروز وبحسبِ وكالة أنباء الطلبة الإيرانية فقد نال القصر جائزة المبنى الأكثر إبداعًا عام 2013.

## معرض الصور

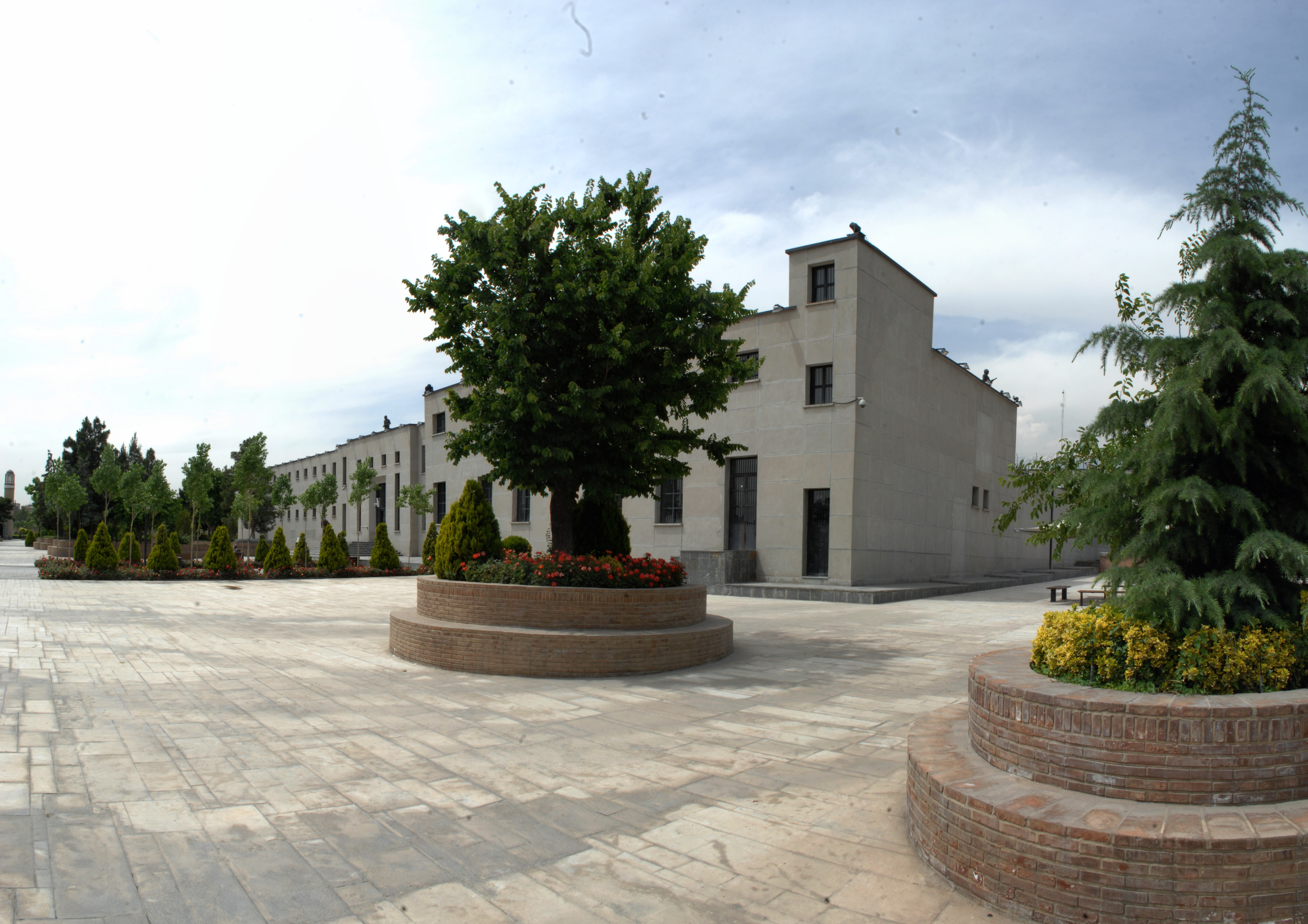
متحف سجن القصر
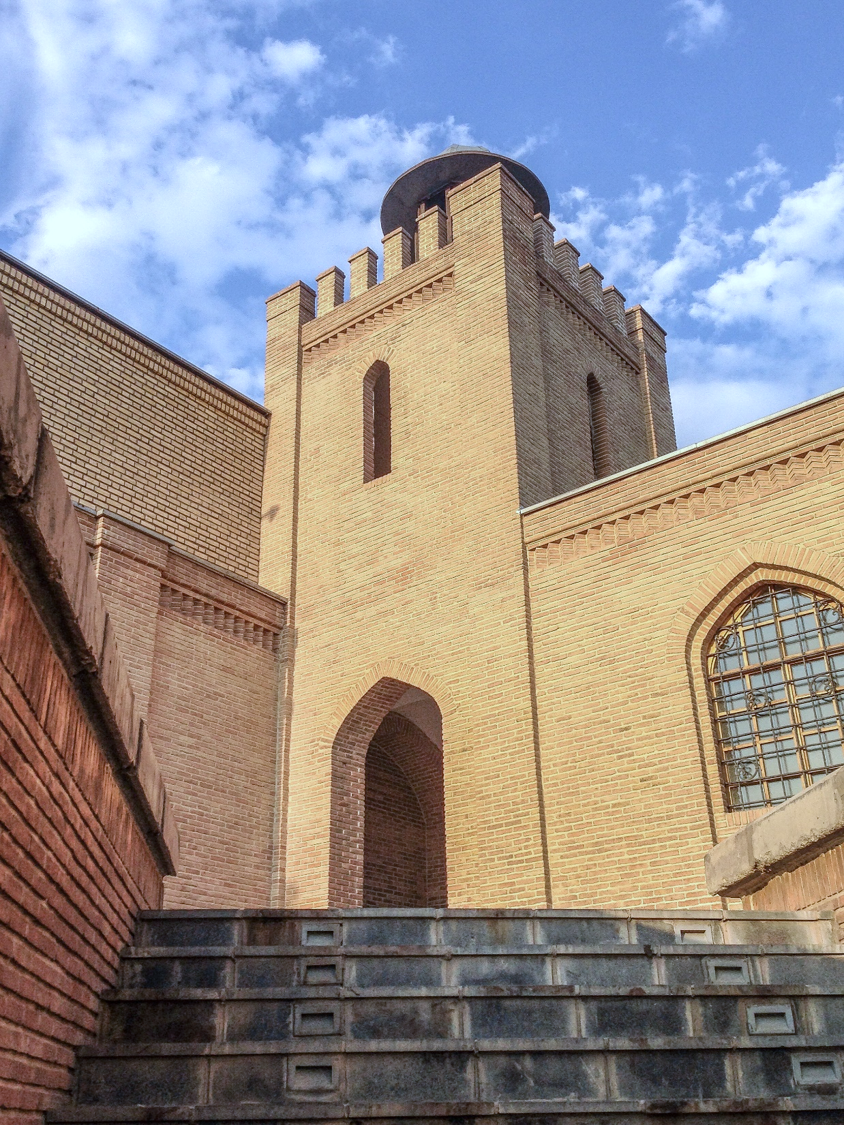
متحف سجن القصر من منظورٍ آخر
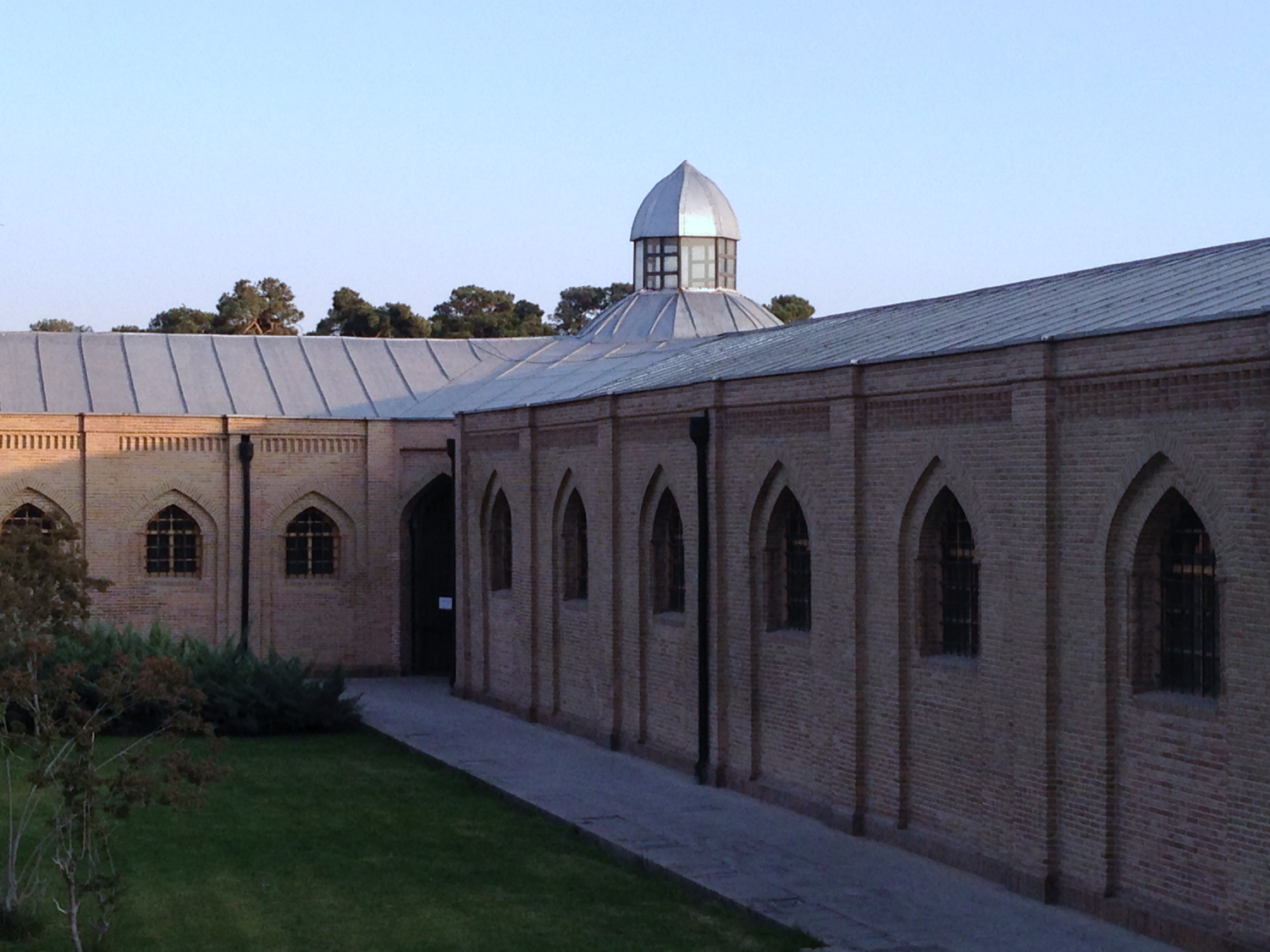
متحف سجن القصر من الأعلى
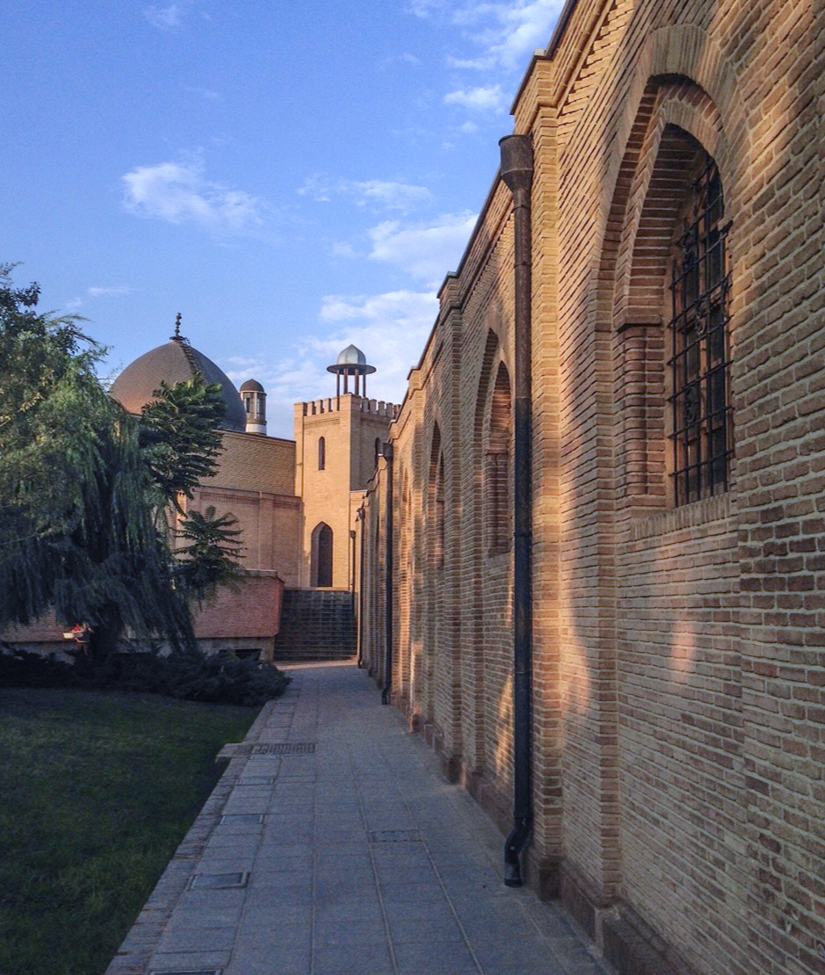
أحد جوانب متحف سجن القصر
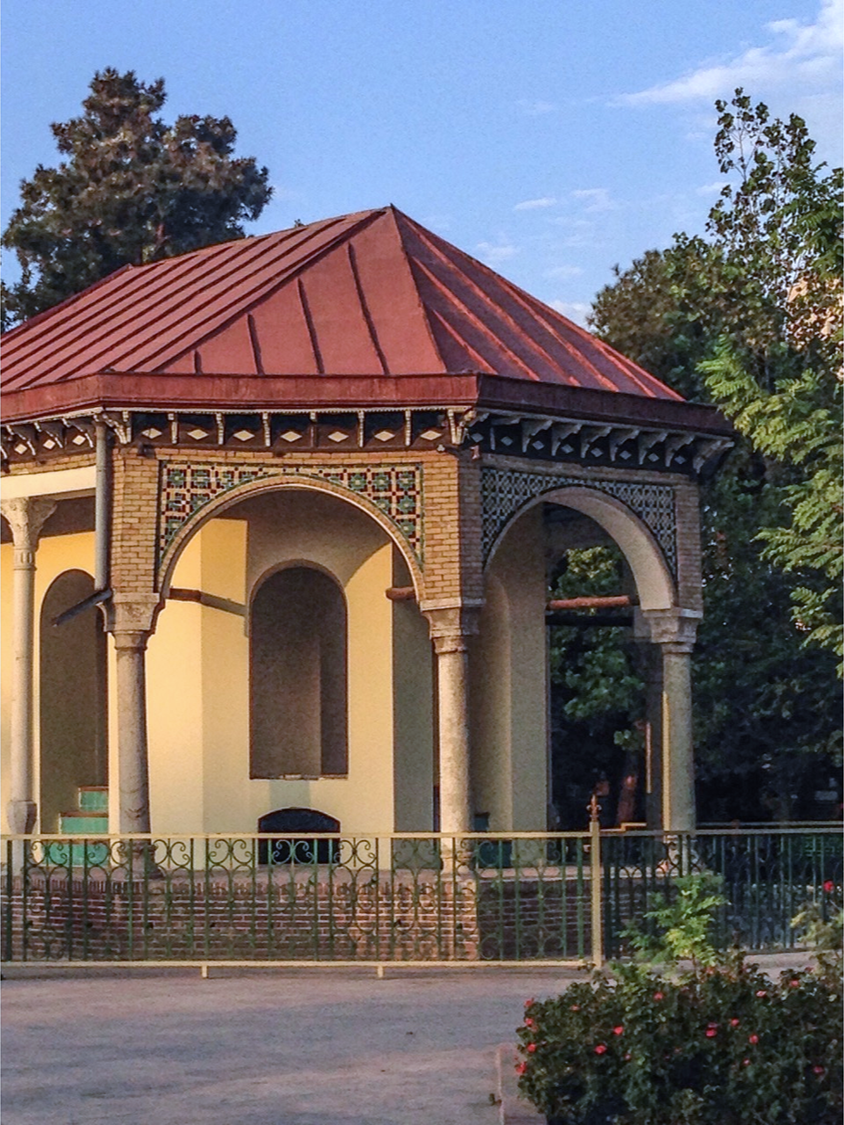
جناح صغير في الحديقة التي تُحيط بالمتحفِ
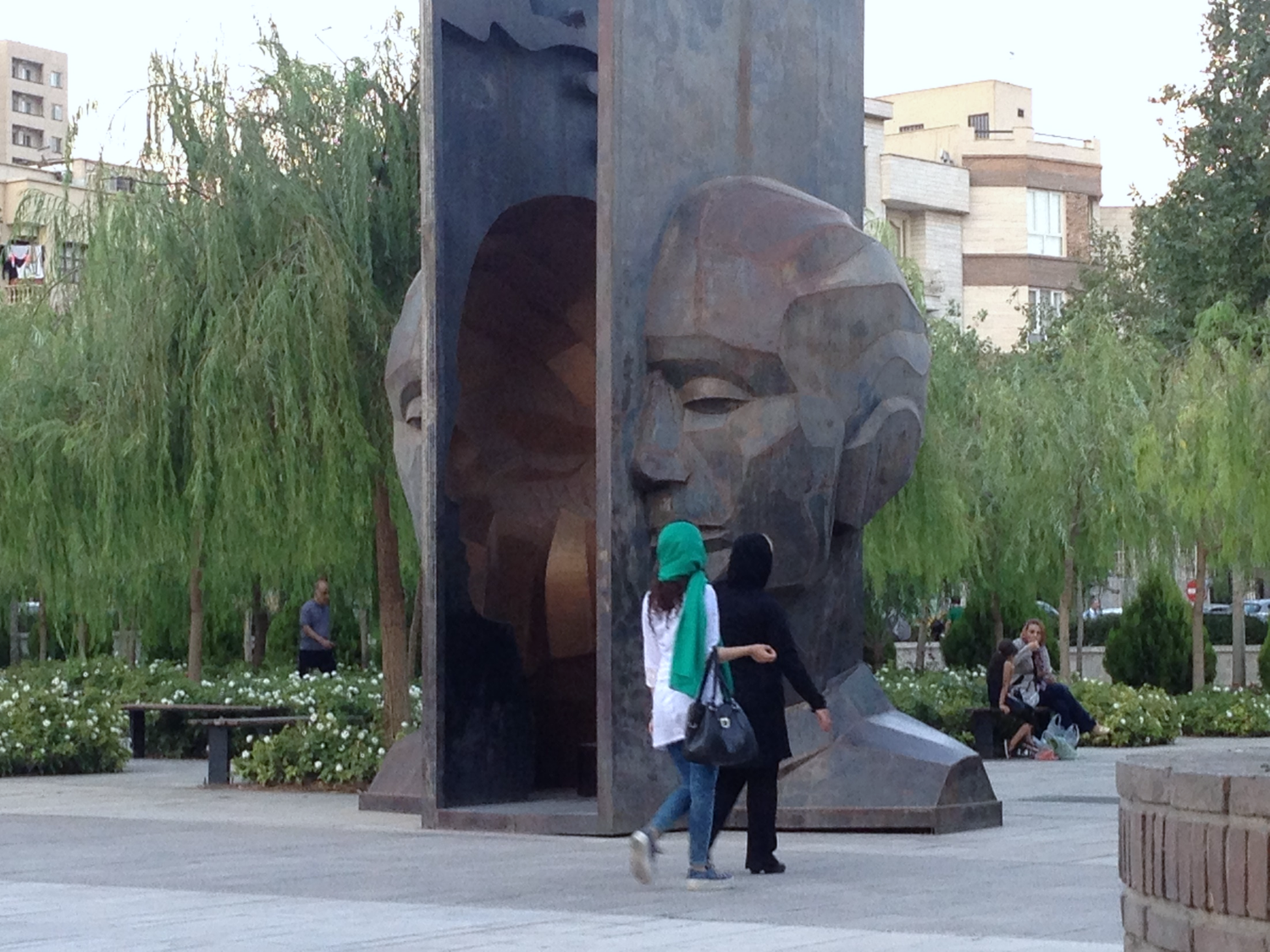
مدخل إلى الحديقة التي تحيط بالمتحف